# Kinotavr 2020
Le Kinotavr 2020, 31e édition du festival, se déroule du 11 au 18 septembre 2020.

## Déroulement et faits marquants
Initialement prévue du 7 au 14 juin 2020, cette édition est reportée à septembre 2020 en raison de la pandémie de maladie à coronavirus de 2019-2020.
Le palmarès est dévoilé le 18 septembre 2020 : le film L'Épouvantail (Пугало) de Dmitri Davidov remporte le Grand Prix, le prix de la meilleure actrice et le prix de la critique.

## Jury
- Boris Khlebnikov (président du jury), réalisateur
- Vladimir Vdovitchenkov, acteur
- Oksana Fandera, actrice
- Niguina Saïfoullaeva, réalisatrice
- Ekaterina Filippova , productrice
- Fiodor Lyass, directeur de la photographie
- Daria Zlatopolskaya, journaliste

## Sélection

### En compétition officielle
- The Whaler Boy (Китобой) de Filip Iouriev
- L'Intervention (Вмешательство) de Ksenia Zoueva
- Plus profond! (Глубже!) de Mikhaïl Segal
- La ville s'est endormie (Город уснул) de Maria Ignatenko
- Docteur Lisa (Доктор Лиза) de Oxana Karas
- Conférence (Конференция) de Ivan Ivanovitch Tverdovski
- Quelqu'un a-t-il vu ma fille? (Кто-нибудь видел мою девчонку?) de Angelina Nikonova
- Macha (Маша) de Anastasia Paltchikova
- L'Épouvantail (Пугало) de Dmitri Davidov
- Dis-lui (Скажи ей) de Alexandre Molotchnikov
- Trois (Трое) de Anna Melikian
- Khandra (Хандра) de Alexeï Kaminine
- L'Homme de Podolsk (Человек из Подольска) de Semyon Serzine

### Film d'ouverture
- The Nose or the Conspiracy of Mavericks de Andreï Khrjanovski

### Film de clôture
- Dear Comrades (Дорогие товарищи) de Andreï Kontchalovski

## Palmarès
- Grand Prix : L'Épouvantail (Пугало) de Dmitri Davidov
- Prix de la mise en scène : Filip Iouriev pour The Whaler Boy (Китобой)
- Prix de la meilleure actrice : Valentina Romanova-Chyskyyray pour son rôle dans L'Épouvantail
- Prix du meilleur acteur : Vladimir Onokhov pour son rôle dans The Whaler Boy
- Prix de la meilleure photographie : Nikolaï Jeloudovitch pour Trois
- Prix du meilleur scénario : Ivan Ivanovitch Tverdovski pour Conférence
- Prix de la meilleure musique : OQJAV pour L'Homme de Podolsk
- Prix spécial du jury : Plus profond! (Глубже!) de Mikhaïl Segal
- Prix du meilleur premier film : Macha (Маша) de Anastasia Paltchikova
- Prix de la critique : L'Épouvantail (Пугало) de Dmitri Davidov
- Mention de la critique : The Whaler Boy (Китобой) de Filip Iouriev